# Castillo de Vulpellach
El castillo de Vulpellach (en catalán Castell de Vulpellac) es un notable ejemplo de la arquitectura civil gótico-renacentista en el núcleo de la población de Vulpellach, en la comarca catalana del Bajo Ampurdán (España).

## Historia
Documentado en 1269, cuando se firma un convenio entre el obispo de Gerona y el señor de Vulpellach sobre la construcción de la fortaleza.
En 1287 el señor de Vulpellach era Guillermo de Palol, feudatario de los Peratallada, y en 1319 hay documentación de los derechos que el obispo de Gerona tenía sobre la parroquia. En 1322 el dominio del castillo pertenecía a Sant Sadurní y pasó a Guillermo Sarriera por su matrimonio con Sibila de Sant Sadurní. El año 1358 Guillermo compró las jurisdicciones del lugar al conde de Ampurias.
El linaje contó con un médico conocido en el siglo XIV, Arnau Sarriera. La hegemonía de los Sarriera alcanzaba también los castillos de Anglés, Montsoriu, Cartellà y Solterra.
Juan de Sarriera, nieto de Guillermo, se casó en la segunda mitad del siglo XV con la hija de Bernardo Margarit y de Pau, Violant Margarit i Bertran. Fue general del ejército del condestable Pedro de Portugal y Renat de Anjou durante la guerra Civil Catalana (1462-1472).
Está documentado que Antonio Sarriera era el señor de Vulpellach en 1523. Con su hijo, Miguel Sarriera, señor de Vulpellach en la primera mitad del siglo XVI, llega la época dorada de esta fortaleza, transformando el castillo en un palacio señorial. Baldiri de Agullana, junto con el Barón de Llagostera, fue asesinado en Barcelona por Miquel Sarriera, que hacía causa con los Cartellà y era el Batlle General de Cataluña.

## Arquitectura
Mantiene en buena parte de estructura esencial del siglo XIV, con numerosas reformas de la primera mitad del siglo XVI, efectuadas por orden de Miguel Sarriera, que afectaron a la disposición interior y la decoración. Por los alrededores de 1725, se hicieron otras reformas y más adelante, el edificio fue reconvertido en casa de payés.
Es un edificio de dos plantas, que junto con la iglesia, enmarcan un pequeño patio interior central de planta trapezoidal. En el centro hay un pozo de piedra y el acceso a la parte alta del edificio se realiza mediante una escalera adosada a los muros. La torre del homenaje, a poniente, es del siglo XIV, de planta rectangular con pocas aperturas góticas, aspilleras, almenas y pisos de madera, pero fue edificada sobre los restos de una torre más antigua, con aparato de espiga a su base.
En torno al palacio hay restos del recinto amurallado con aperturas de defensa en forma de aspillera, aunque algunos vestigios han quedado en medio de las casas del pueblo que se han adosado. La torre de planta cuadrada con el portal adintelado al noreste, es el elemento mejor conservado. Se alza otra torre, cilíndrica, al suroeste del pueblo, también encajada entre las casas.
En el interior destaca la sala mayor, con arcos de diafragma apuntados, las dependencias bajas con bóvedas y las diversas estancias de la planta principal. Después de derribar una construcción rural posterior, ha aparecido unas almenas superiores bien conservadas. También se conservan algunas baldosas decoradas.

## Leyenda
En todo el palacio hay inscripciones bíblicas, pero en una ventana renacentista aparece el emblema, el nombre y la famosa inscripción de Miguel Sarriera: Ego sum pecaban - 1533 (Yo soy el que pecó).
Por su misterio, esta frase ha dado origen a la leyenda del castillo que explica que por la proximidad del castillo de Vulpellach con el de Cruïlles existía entre ambos señores una cordial amistad hasta el punto que eran frecuentes las visitas de uno y la otro.
El señor de Cruïlles había pretendido a la esposa de Miguel antes de su boda, pero ella nunca había correspondido a ese amor. Por este motivo, hizo correr ciertos rumores impropios sobre una dama tan formal y seria. Estas murmuraciones llegaron a oídos del señor Sarriera, que entró en celos, cerrando a su esposa en la torre de castigo. Después de torturarla para que reconociera los hechos, fue emparedada viva en la cámara de la torre.
Pasó el tiempo, y el señor de Sarriera se enteró de la calumnia que sobre su mujer había forjado el soltero envidioso, y con indignación hizo encarcelar al impostor, haciéndolo morir.
Torturado ahora él por su conciencia, llamó al confesor y le explicó todo lo que había pasado. Éste le aconsejó que hiciera una visita al papa de Roma, para conseguir el perdón y así liberarse de la preocupación producida por sus horrorosos crímenes.
El barón volvió al castillo. Ya no era aquel hombre intratable, déspota e impulsivo, sino amable y sencillo. Una vez repuesto en el castillo, llamó a un operario para llevar a cabo una rápida reforma. Y un buen día aparecieron grabadas las misteriosas palabras en el escudo de la baronía que preside el patio de armas.